# Torre della Cisterna
Torre della Cisterna è un sito fortificato localizzato sull'omonimo altopiano collinare dall'altitudine massima di 668 metri s.l.m., situato nel territorio comunale di Melfi, in provincia di Potenza in Basilicata, nei pressi del confine con Campania e Puglia. L'area fa parte del bacino del fiume Ofanto ed è ricca di resti archeologici riferibili a diverse epoche.

## Storia e archeologia
Nel territorio sono stati individuati vari reperti archeologici corrispondenti a fattorie e necropoli risalenti al periodo compreso tra il I secolo ed il VI secolo; numerosi ritrovamenti testimoniano l'importanza e la ricchezza dell'area in particolare durante il periodo imperiale dell'età romana. Tra il 1010 ed il 1020, durante la campagna militare del Catapano Basilio Boioannes, l'area è interessata dalle importanti azioni difensive bizantine. I bizantini infatti fortificarono il confine con il Ducato di Benevento attraverso una doppia linea di difesa, costituita da città fortificate nuove, come appunto Torre della Cisterna, o già esistenti. L'insediamento abitato di Cisterna è sicuramente attestato nel 1025, quando era sede episcopale e civitas, protetta da mura. La sede vescovile esiste fino al 1089, anno in cui nella zona sono menzionate altre due sedi vescovili, di origine normanna: Rapolla e Melfi. In realtà già nel 1074 l'area era stata saccheggiata e distrutta dai Normanni di Roberto il Guiscardo: il vescovo Farnolfo aveva addirittura abbandonato la sede vescovile dedicandosi alla vita eremitica. Torre della Cisterna, rifortificata nella seconda metà del XII secolo è feudo di Riccardo di Balvano, di antica famiglia normanna ma è poco popolata: i monaci abbandonano le poche celle edificate da Guglielmo da Vercelli vicino alla chiesa perché il luogo non era né salubre né sicuro. Cisterna non doveva essere molto popolata quando fu redatto lo Statutum de Reparatione Castrorum (tra il 1230 ed il 1240): è infatti la vicina Rapolla a dover provvedere alla manutenzione delle sue strutture difensive. Il centro abitato scompare presumibilmente dopo la morte di Federico II di Svevia durante le lotte tra le diverse fazioni nella seconda metà del XIII secolo. Alla fine dello stesso secolo il territorio di Cisterna viene assegnato dal sovrano ai conti De Vaudemont e poi devoluto alla Curia regia. Carlo I d'Angiò li autorizza a ripopolare l'insediamento ormai deserto. Tuttavia non risultano tassazioni nemmeno dopo il 1280: questo significa che era scarsamente abitato oppure c'era una esenzione dalle tasse.
Risulta abitato alla fine del XV secolo; è disabitato nel XVII secolo, quando garantiva un notevole reddito grazie alla presenza di folti boschi. Le mappe del XVIII secolo riportano ruderi come il Mulino di Cisterna, del Principe di Melfi Doria che testimonia la presenza di insediamenti stabili.

## Architettura
Attualmente l'area è completamente ricoperta di vegetazione e difficilmente accessibile, sono tuttavia evidenti alcune tracce archeologiche (muri, reperti, strade) che validano un recente studio dell'Istituto per i Beni Archeologici e Monumentali (IBAM) del Consiglio Nazionale delle Ricerche, sede di Potenza (Italia), che, grazie alla tecnologia LIDAR, acquisisce nuovi dati e ipotizza la struttura del sito e la presenza di una struttura fortificata importante. Secondo questo studio il castello risulta essere composto da una torre quadrata circondata da una recinzione, pure quadrata, una tipologia dell'architettura fortificata diffusa nell'Italia meridionale tra il XII secolo e il XIII secolo detta Pyramidenturm, molto simile a quella di altri castelli coevi, come ad esempio il castello di Monte Serico in Basilicata, vicino a Cisterna, fondato in epoca normanna (XII secolo) e successivamente (XIII secolo) ampliato e restaurato dall'imperatore Federico II di Svevia.